# كميتس
كميتس (بالإنجليزية: Qamaits)‏، هي إلهة محاربة في أساطير شعب نوكساك (Nuxalk) الأصلي في الساحل الأوسط لكولومبيا البريطانية في كندا. هي أيضا إلهة الموت والبداية.